# 담양 영은사 석불좌상
담양 영은사 석불좌상(潭陽 靈隱寺 石佛坐像)은 대한민국 전라남도 담양군에 있는 석불이다. 1986년 9월 29일 전라남도의 문화재자료 제135호로 지정되었다.

## 같이 보기
- 영은사

## 참고 자료
- 영은사석불좌상 - 국가유산청 국가유산포털